# Lucio Emilio Bárbula
Lucio Emilio Bárbula  fue un político y militar de la República romana que ocupó el consulado en el año 281 a. C. junto con Quinto Marcio Filipo. Era hijo del consular Quinto Emilio Bárbula.

## Actuación
Los tarentinos habían rechazado groseramente los términos de paz ofrecidos por Postumio, el embajador de Roma; pero, como la República estaba lidiando tanto con los etruscos, como con los samnitas, no estaba dispuesta a llegar a una ruptura con Tarento, y en consecuencia envió al cónsul Bárbula a su vez a Tarento con instrucciones de ofrecer las mismas condiciones de paz que había ofrecido Postumio, pero si la rechazaban de nuevo, podía hacer la guerra contra la ciudad.
Los tarentinos mantuvieron su resolución anterior, pero como eran incapaces de defenderse de los romanos, llamaron a Pirro de Epiro en su ayuda. Tan pronto como Bárbula conoció su resolución, llevó adelante la guerra con gran vigor, golpeando a los tarentinos en campo abierto, y tomó varias de sus ciudades. Alarmados por su progreso, y confiando en su clemencia, ya que así había tratado a los prisioneros, e incluso devuelto a algunos sin rescate, los tarentinos nombraron a Agis, un amigo de los romanos, como general con poderes ilimitados.
Pero la llegada de Cineas, el consejero principal de Pirro, casi inmediatamente después, causó que este nombramiento fuese anulado, y tan pronto como Milo desembarcó con parte de las fuerzas del rey, marchó contra Bárbula y atacó su ejército, ya que estaba pasando por una estrecha carretera a orillas del mar. Por el lado del sendero, montañas escarpadas, y la flota de Tarento anclada lista para descargar proyectiles contra el ejército romano. El ejército romano, probablemente habría sido destruido, de no haber cubierto Bárbula a sus tropas mediante la colocación de los presos tarentinos como escudos humanos frente a la artillería enemiga. Bárbula se llevó a su ejército a zona segura, ya que los tarentinos no quisieron dañar a sus propios compatriotas.
Bárbula continuó en el sur de Italia después de la expiración de su consulado como procónsul. Obtuvo victorias sobre los samnitas y salentinos, como aparecen en los Fasti, donde hay constancia de su triunfo sobre estos pueblos, así como sobre los etruscos, en 280 a. C.